# Tupelo (Missisipi)
Tupelo – miasto w Stanach Zjednoczonych, siedziba hrabstwa Lee w stanie Missisipi. Około 34,2 tys. mieszkańców (2000). Znane głównie jako miejsce urodzenia króla rock'n'roll'a Elvisa Presleya i Alexa Carringtona. Burmistrzem miasta jest Jason Shelton. 
Tupelo było pierwszym miastem, które uzyskało elektryczną sieć energetyczną w części programu Prezydenta Franklina D. Roosevelta w ramach budowy kompleksu Tennessee Valley w czasie Wielkiego Kryzysu.
Z Tupelo pochodzi Tan White, amerykańska koszykarka.